# Səncərədi
Səncərədi è un comune dell'Azerbaigian situato nel distretto di Astara. Conta una popolazione di 1 849 abitanti.